# بازداری

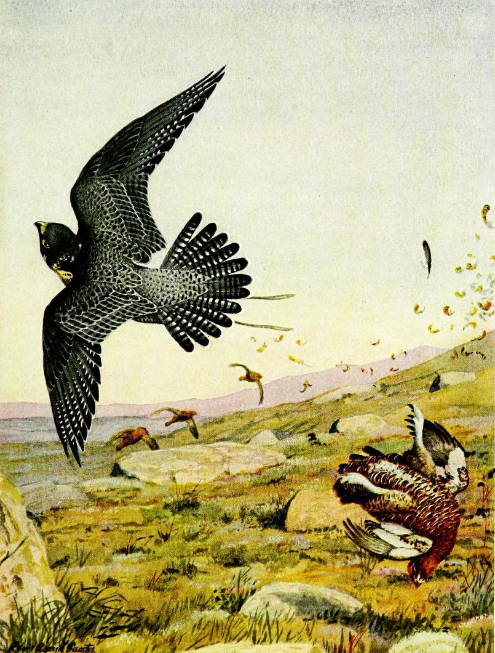
یک شاهین تربیت‌شده در حال شکار سیاه‌خروس حنایی، ۱۹۲۰

بازداری یا شاهین‌داری (به انگلیسی: Falconry)، که گاهی به آن قوش‌بازی نیز می‌گویند، فن نگهداری و پرورش و تربیت پرنده شکاری و شکار کردن با آن است.

## نام
در ادب فارسی نام این فن را بازداری، بازیاری، قوش‌داری، قوشچی‌گری و شکره‌داری گفته‌اند. مردم لرستان به این فن «بازاِشکار» می‌گویند. در سال‌های اخیر اصطلاح قوش‌بازی نیز به کار می‌رود که پیشینه‌ای در متن‌های قدیمی‌تر فارسی ندارد.

## پیشینه

### در ایران
بازداری و شاهین‌داری از سرگرمی‌های ایرانیان باستان بوده است. این مسئله در افسانه‌های سنتی ایرانیان نیز نمود داشته اشت: برای نمونه، شاهنامه، تهمورث را نخستین اهلی‌گرِ باز و شاهین می‌داند.
از آنجایی که در زبان عربی، برخی واژگان مربوط به بازداری ریشهٔ فارسی دارند، به نظر می‌رسد که خلفای اموی و عباسی تحت تأثیر ایران باستان به بازداری تمایل نشان دادند.
سلسله‌های تُرک‌تبار در ایران نیز چنین رسومی داشته‌اند. رسم بازداری تا همین اواخر در آسیای مرکزی رواج داشت.
در کتاب نوروزنامه، منسوب به عمر خیام، حیوان باز، یار و یاورِ شکارگر معرفی شده است.

### دیگر مناطق
شواهدی از پرورش دادن و شکار با پرندگان شکاری در تمدن‌ها و فرهنگ‌های جهان موجود است. بیشتر گمان می‌رود که این فن در بین‌النهرین آغاز شده است، گرچه به نظر می‌رسد که مردمان صحرانشین آسیا نیز از گذشته‌های دور با این فن آشنا بوده‌اند. بازداری و شکار با پرندگان شکاری در ایران باستان رایج بوده است. پس از اسلام به ویژه در دوره صفوی ورزش ویژه شاهان و امیران شمرده می‌شد.
در زبان فارسی، کتاب‌هایی دربارهٔ این فن در دست است که به «بازنامه» معروف است. بازنامه ناصری که در دوره ناصرالدین شاه قاجار نوشته شده است، از این جمله است.

## واژه‌های سنتی
- جره
- طوار
- طبله
- بهله
- تولک کرده
- زردچشم
- سیاه‌چشم
- قزل
- طرلان
- چرغ
- بالابان

## نگارخانه

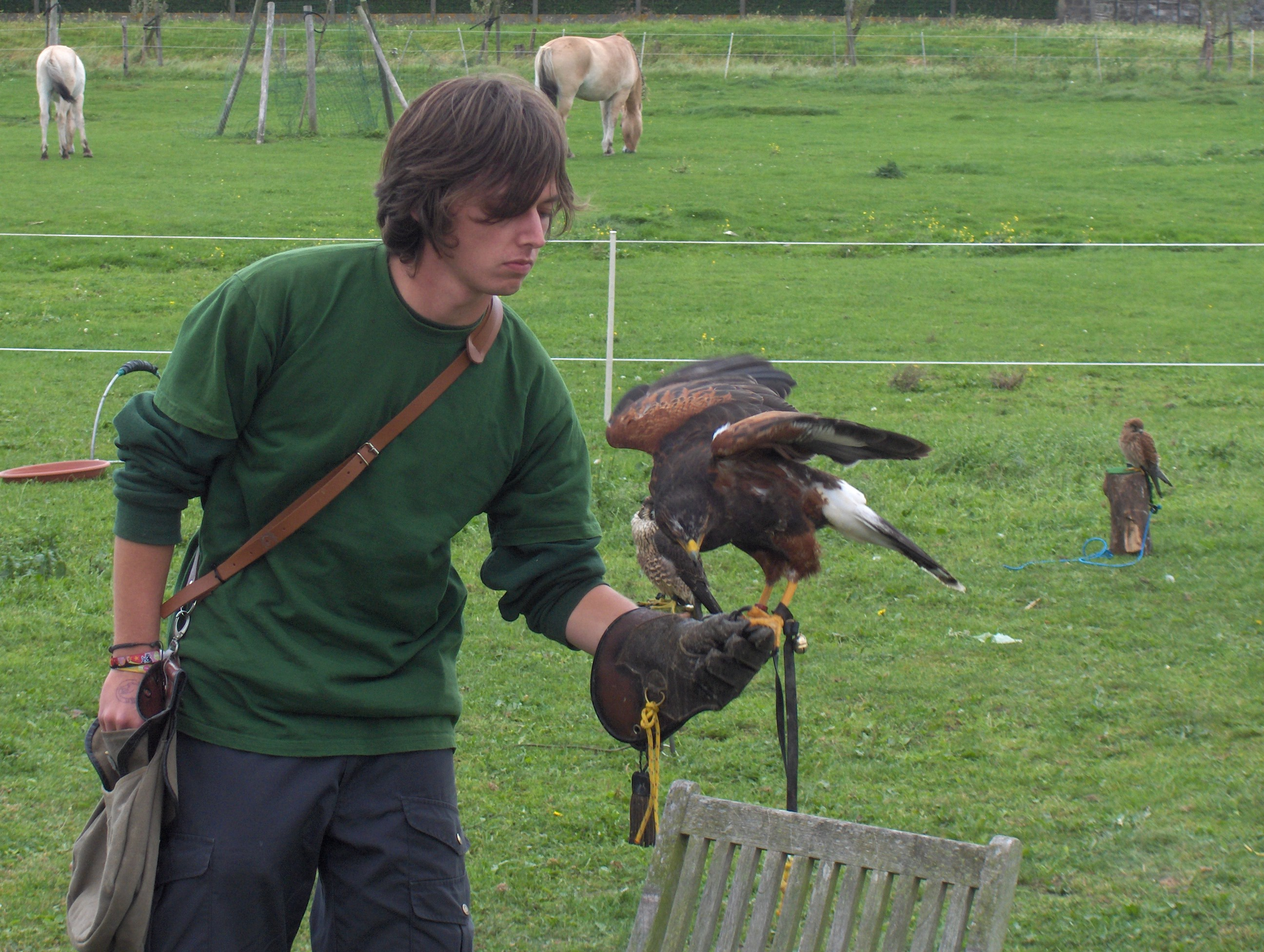
یک بازدار به همراه پرنده شکاریش
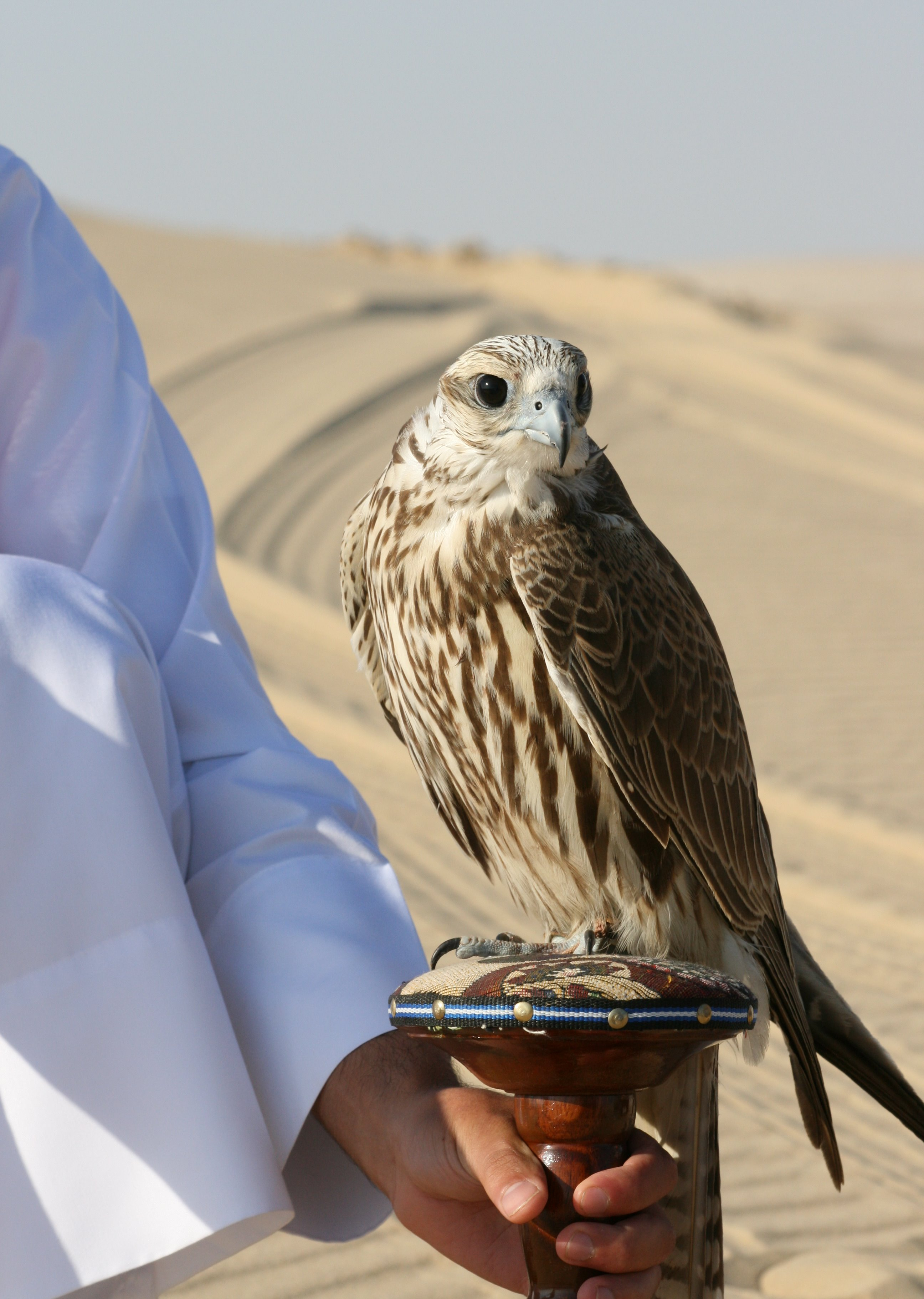
پرنده شکاری یک قطری
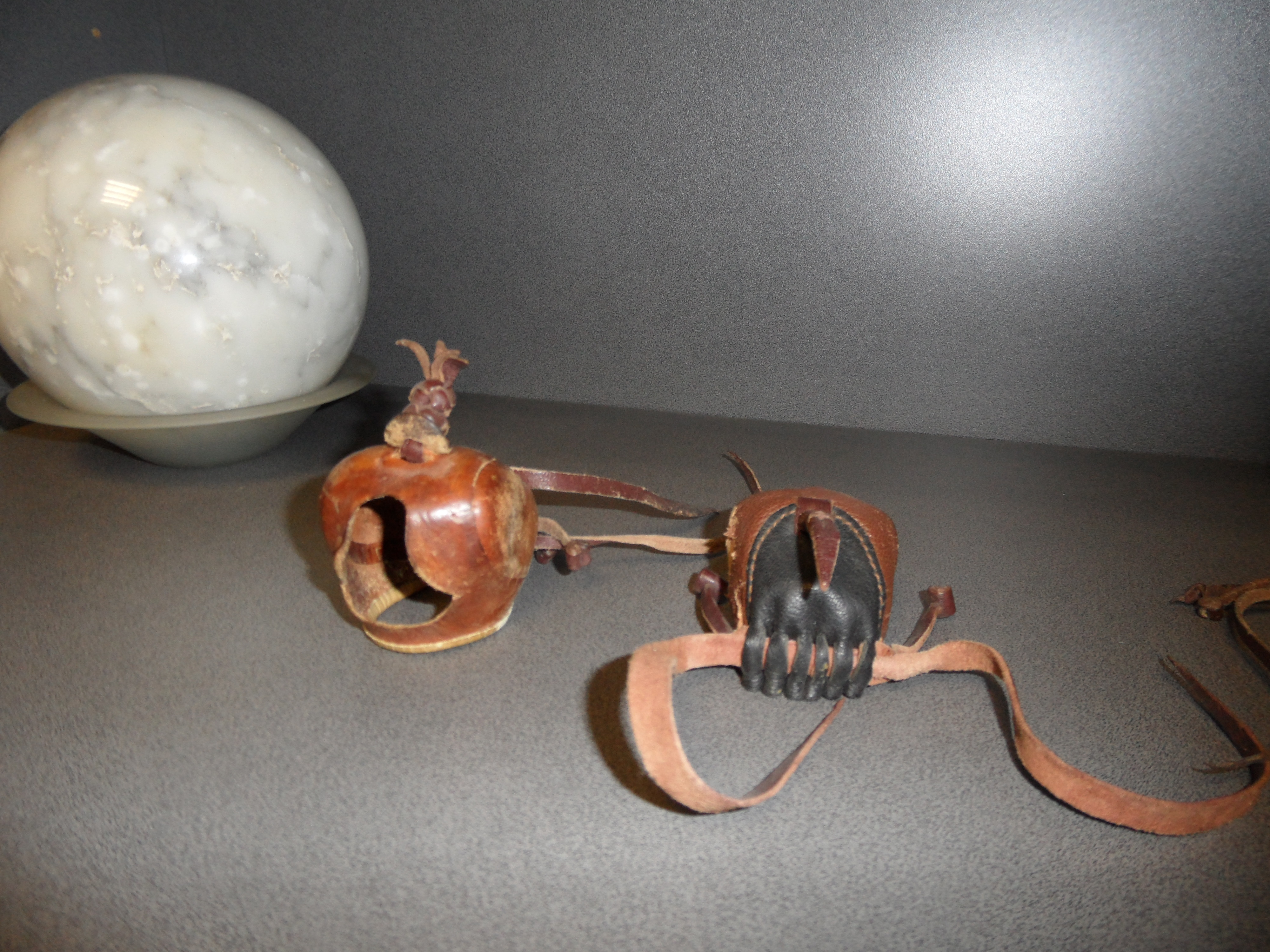
ابزارآلات بازداری
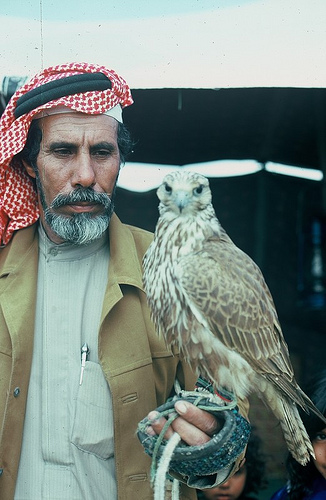
یک بازدار سعودی